# 安川刑事シリーズ
『安川刑事シリーズ』（やすかわけいじシリーズ）は、フジテレビ系列の2時間ドラマ枠「男と女のミステリー」、「金曜ドラマシアター」で1989年 - 1991年頃に放送されていたシリーズ。制作はフジテレビ、PDSである。
なお、シリーズ第3作は1992年製作であるが長らく放送されず、2003年に東海テレビにて放送された。

## 主な登場人物
安川第二郎
演 - 小林桂樹
千駄ヶ谷署刑事。警察官になって40年近くで定年が近い。家族は妻を3年前に亡くし、一人娘は結婚して北海道に住んでいる。
佐山警部
演 - 斉藤洋介（第2作）
警視庁刑事。プライドが高く、勢いで捜査をしていくため、勘が外れるとムキになってしまう。
立花警部
演 - 梨本謙次郎（第3作）
警視庁刑事。安川のやり方を古いと批判するも、捜査に行き詰ると自分の捜査のペースに巻き込む等、調子のいい一面も。
田沢警視
演 - 石井愃一（第3作）

## 放送リスト
| 話数 | タイトル                        | 放送日         | ゲスト |
| ---- | ------------------------------- | -------------- | --- |
| 1    | 安川刑事の事件簿 少女あみの反乱 | 1989年2月3日   | あみの母：加藤登紀子 あみ：浅野愛子 岸本和枝：中村れい子 刑事：鶴田忍 上司：木村元 近隣住民：青木和代 ホスト：武見龍磨 岸本の助手：真鍋敏 占い師：淡谷のり子 刑事：横内直人 刑事：伊原剛志 真犯人：青野宏明 岩本雅子 鳳プロ エリート 安川妙子：高沢順子 岸本オサム：村井国夫 （OPタイトル内スチル：沢渡朔） |
| 2    | 殺してしまいたい                | 1991年11月15日 | 日比野周平：長塚京三 長沼ひとみ：岩本千春 倉持数子：後藤加代 川村：松阪隆子 赤木警視：花王おさむ 目撃者：松浦佐知子 刑事：工藤竜平 沼澤郁子 鶴岡優紀子 鑑識：亀山助清 ボーイ：遠山俊也 高速料金所係員：田村元治 矢野敬 樹高宏太郎 野口賀光 ユウスケ 深山ちとせ 鳳プロ 山岸伸子：大空眞弓                    |
| 3    | 骨まで愛して…                   | 2003年10月15日 | 中谷信宏：春田純一 エステサロンの客：石井富子 ホテルの支配人：モロ師岡 刑事：塩谷庄吾 真木右子 西山弁護士：横山道代 西郷年茂 警官：亀山助清 矢野敬 ナカーノ中野 大塩武 村上青児 宮本大誠 鶴見の船宿の老人：今福将雄 温泉風呂受付：五月晴子 飯口美穂 高橋美香 麻里万里 鳳プロ 鷹村千晶：小川知子             |

## スタッフ
- 企画…前田和也、遠藤龍之介（フジテレビ）
- プロデューサー…千野栄彦（PDS）
- 脚本…砂田量爾
- 技術…石垣力（#2）、須田庫次（#3）
- 撮影…高田裕（#2）、木村弘一（#3）
- 照明…肥沼敏明（#2）、田頭祐介（#3）
- 音声…日下部徹（#2）、八木明広（#3）
- 映像…宇津野裕行（#2）、大橋豊（#3）
- 編集…白水孝幸（#3）
- 音響効果…伴田六和（#3）
- 選曲…山内直樹（#2、3）
- 美術デザイン…橋本潔（#2）、生田哲司（#3）
- 美術製作…室伏清（#2）、花又良晴（#3）
- 装飾…安達巌、花田あい子（#2）、宮崎光平（#3）
- 持道具…西村美津子（#2）、高橋由利子（#3）
- 特殊効果…BIGSHOT（#3）
- スタイリスト…小山恵理（#3）
- 衣裳…山田秀夫（#3）
- ヘアメイク…STUDIO 717、アートメイク･トキ（#3）
- タイトル…ACG（#3）
- スチール…青木操生（#3）
- 広報担当…笠井渉二（フジテレビ、#3）
- 車輌…ジャンプ（#3）
- ロケコーディネーター…中村順子（#3）
- 音楽監修…岩本義哉（#2）
- スタジオ…にっかつ撮影所（#2）
- 技術協力…東通（#2）
- 制作協力…テイクシステムズ
- 演出…久野浩平